# Nuevo Siltepec
Nuevo Siltepec är en ort i Mexiko.   Den ligger i kommunen Frontera Comalapa och delstaten Chiapas, i den sydöstra delen av landet, 900 km sydost om huvudstaden Mexico City. Nuevo Siltepec ligger 681 meter över havet och antalet invånare är 104.
Terrängen runt Nuevo Siltepec är varierad. Runt Nuevo Siltepec är det ganska tätbefolkat, med 100 invånare per kvadratkilometer. Närmaste större samhälle är Frontera Comalapa, 3,1 km norr om Nuevo Siltepec. I omgivningarna runt Nuevo Siltepec växer i huvudsak städsegrön lövskog.